# Граман FF-1
Граман FF-1 (енгл. Grumman FF-1 Goblin) је амерички вишенаменски морнарички ловац који је производила фирма Граман (енгл. Grumman). Први лет авиона је извршен 1931. године. 

Највећа брзина авиона при хоризонталном лету је износила 393 km/h.
Распон крила авиона је био 10,52 метара, а дужина трупа 7,47 метара. Празан авион је имао масу од 1474 килограма. Нормална полетна маса износила је око 2190 килограма. Био је наоружан са 1 предњим митраљезом Браунинг (Browning) калибра 7,62 мм и два у задњем делу кабине.

## Наоружање
| Наоружање авиона: Граман       |       |
| Ватрено (стрељачко) наоружање  |       |
| Топ                            |       |
| Митраљез                       |       |
| Број и ознака митраљеза        | 1 + 2 |
| Калибар                        | 7,62  |
| Бомбардерско наоружање (бомбе) |       |
| Ракетно наоружање (ракете)     |       |